# Viktor Poddubnyj
Viktor Anatoljevič Poddubnyj (* 30. května 1965 Omsk) je bývalý sovětský a ruský zápasník–judista a sambista.

## Sportovní kariéra
Připravoval se v Krasnojarsku pod vedením Vladimira Nazarova. V sovětské judistické reprezentaci se poprvé objevil v roce 1984 ve střední váze do 86 kg. V roce 1987 se prosadil na pozici reprezentační jedničky na úkor zraněného Vitalije Pesňaka. V olympijském roce 1988 šel kvůli Pesňakovi do vyšší polotěžké váhy do 95 kg a uspěl v sovětské olympijské nominaci. Na olympijské hry v Soulu si však formu nepřivezl a vypadl v úvodním kole s Belgičanem Robertem Van de Wallem. Po olympijských hrách vypadl z užšího výběru reprezentace.
Po rozpadu Sovětského svazu v roce 1991 se prosadil v tvrdém světě podnikání v Rusku v devadesátých letech dvacátého století. Je majitelem několika restaurací, čerpacích stanic apod.. Jako štědrý sponzor krasnojarského úpolového (bojového) sportu si vysloužil čestné pozice ve vedeních sportovních klubů a svazů. V novinách je však jeho osoba spojována především s vyřizováním osobních účtů. V kruzích ve kterých se pohybuje má přezdívku Podduba.

## Výsledky
| Olympijské hry     |     | —  |     |   |    | úč. |  |  |  |  |  |  |
| Mistrovství světa  | —   |    | —   |   | 7. |     |  |  |  |  |  |  |
| Mistrovství Evropy | —   | —  | —   | — | 3. | —   |  |  |  |  |  |  |
| MS juniorů         | úč. |    |     |   |    |     |  |  |  |  |  |  |
| ME juniorů         | 1.  | 1. | úč. |   |    |     |  |  |  |  |  |  |